# Eiran Cashin
Eiran Joe Cashin (Mansfield, 9 november 2001) is een Iers-Engels voetballer die sinds januari 2025 uitkomt voor Brighton & Hove Albion.

## Clubcarrière
Cashin genoot zijn jeugdopleiding bij Derby County FC, waar hij zich in 2009 aansloot. In de zomer van 2020 ondertekende hij er zijn eerste profcontract. Op 11 december 2021 maakte hij zijn officiële debuut voor het eerste elftal van de club: in de 1-0-competitiezege tegen Blackpool FC liet trainer Wayne Rooney hem diep in de blessuretijd invallen voor Dylan Williams. Na vier invalbeurten in de Championship begon Cashin op 19 februari 2022 aan een reeks van veertien basisplaatsen in vijftien competitiewedstrijden. Derby County zakte op het einde van het seizoen naar de League One.
In de winter van 2025 maakte Cashin de overstap naar eersteklasser Brighton & Hove Albion, waar hij een contract tot medio 2030 ondertekende.

## Interlandcarrière
Cashin is geboren en getogen in Engeland, maar via zijn grootmoeder uit County Leitrim kwam hij wel in aanmerking om voor Ierland te spelen. Cashin speelde in 2019 en 2022 enkele jeugdinterlands voor Ierland.